# Snabbstopp

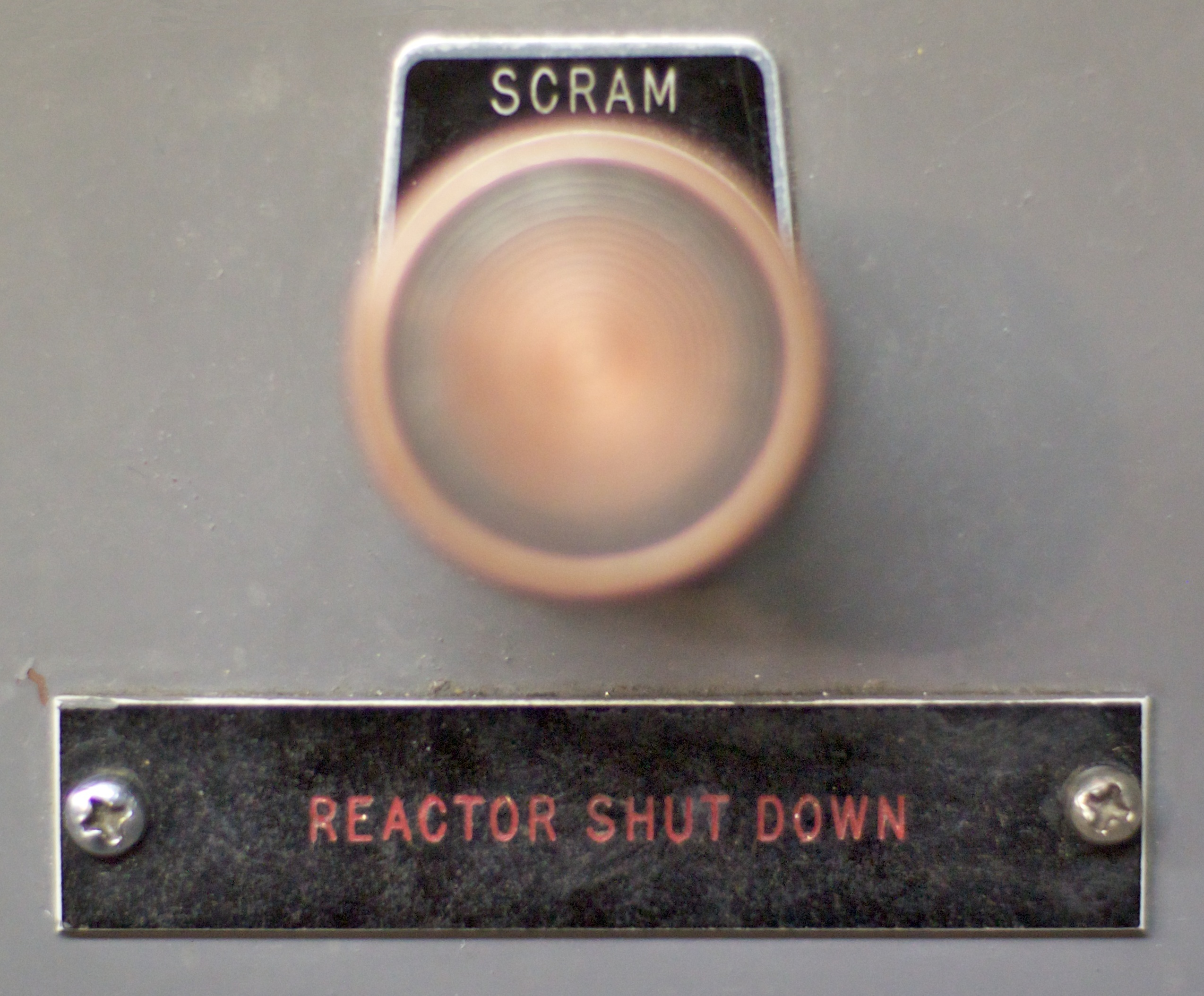
Snabbstoppsknappen i experimentreaktorn en som togs i drift 1951

Snabbstopp eller SCRAM eller reaktortripp innebär att kärnklyvningen i en kärnreaktor omedelbart avbryts.

## Allmänt
Snabbstopp kan avse händelsen eller manövern att stoppa reaktorn, men kan också vara namnet på den manöverknapp och/eller det system som aktiverar snabbstopp.
Den ryska benämningen, AZ-5 (АЗ-5), är en förkortning av Аварийная Защита 5-й категории (Avariynaya Zashchita 5-y kategorii), som kan översättas "Nödstopp kategori 5".

### Oplanerat/oönskat stopp
I kärnkraftverk eftersträvas att driftstörningar och avvikelser hanteras av normala reglersystem och operatörsåtgärder. Skulle dessa vara otillräckliga kommer operatörer eller reaktorns skyddssystem att utlösa snabbstopp. Ett sådant stopp kräver normalt vissa åtgärder för utredning och återställning vilket tar viss tid och ger produktionsbortfall innan reaktorn kan återstartas.
Vid bortfall av anslutande elnät eftersträvas att ett kärnkraftverk ska kunna undvika snabbstopp, för att istället med normala reglersystem och operatörsåtgärder kunna övergå i så kallad husturbindrift.

### Betydelse utanför kärnkraft
Snabbstopp kan också i mer allmän betydelse innebära snabbast möjliga stopp av en anläggning eller anordning, till exempel nödbromsning av ett tåg, där förfarandet kan medföra risk för skador och slitage, som får vägas mot att uteblivet stopp kan innebära risk för ännu större skador.

## Funktionsprincip
I en kärnreaktor finns under drift en pågående kärnklyvningsprocess där det råder balans mellan de neutroner som nybildas och de som förbrukas på olika sätt. Skulle balansen störas så att ett överskott av neutroner uppstår kan reaktorn bli överkritisk där neutronflöde och reaktoreffekt ökar mycket snabbt, och det är då avgörande att snabbt kunna minska neutronflödet.
I lättvattenreaktorer sker detta genom att föra in styrstavar i härden med neutronabsorberande ämnen, till exempel bor, kadmium eller hafnium. I vissa fall kombineras inskjutning av styrstavar med inpumpning av en neutronabsorberande vätska, till exempel borerat vatten.
I tungvattenreaktorer (t.ex. CANDU) finns system med styrstavar med kadmium samt system med inmatning av en flytande lösning med gadoliniumnitrat.
Inskjutningen av styrstavar är konstruerad för att ske med mycket hög tillförlitlighet. I tryckvattenreaktorer hålls till exempel styrstavarna utdragna ovanför härden med hjälp av elektromagneter, och faller ner i härden av sin egen tyngd om elmatning skulle utebli. Strömmen till elektromagneterna bryts vid elbortfall, men även om operatörerna beordrar snabbstopp, eller om något av åtskilliga snabbstoppsvillkor är uppfyllt i reaktorskyddssystemet. I kokvattenreaktorer skjuts styrstavarna in i reaktorn underifrån, men med system som har hög tillförlitlighet genom att ha flera oberoende och diversifierade funktionssätt.

### Snabbstopp i Tjernobyl
Även de sovjetiska RBMK-reaktorerna har styrstavar med neutronabsorberande material, men hade vid tiden för Tjernobylolyckan en konstruktion med en "displacer" av grafit i "spetsen" eller nedre delen av styrstaven som förbättrade neutronekonomin vid normal effektdrift med utdragen styrstav, och som vid inskjutning inledningsvis gav en mindre ökning av neutronflödet, en så kallad "positiv SCRAM-effect". Detta i kombination med en reaktor i ett instabilt driftläge gjorde vid olyckstillfället att aktivering av snabbstopp initialt gav en effektökning istället för förväntad och efterfrågad effektminskning, vilket bidrog till en förödande effektrusning. Styrstavarna konstruerades senare om för att undvika detta fenomen.

### Snabbstopp i Chicago Pile-1
Vid världens första kontrollerade kedjereaktion den 2 december 1942 i forskningsreaktorn Chicago Pile-1 hade reaktorn styrstavar av kadmium för att reglera processen, samt som ytterligare skydd två extra styrstavar som kunde stoppa härden momentant. Den ena var en elektriskt kontrollerad styrstav medan den andra var en styrstav som hängde i ett rep. Som en sista åtgärd stod fysikern Norman Hilberry beredd att med en yxa hugga av repet så att den andra styrstaven kunde falla ner i härden och stoppa processen.

## Etymologi

### Reaktortripp
Ordet "reaktortripp" är ett direkt övertag av engelskans "reactor trip". I detta sammanhang betyder "trip" snava eller snubbla, och syftar på att reaktorns skyddssystem stänger av reaktorn när någon av åtskilliga parametrar (tryck, temperatur, neutronflöde med mera) är utanför tillåtet område. Vid driften eftersträvas att med normala reglersystem och operatörsinsatser hålla reaktorns parametrar inom förutbestämda gränser. Om detta misslyckas kommer skyddssystem att gripa in automatiskt och stänga reaktorn, och reaktorn sägs "trippa" (engelska: The reactor has tripped).

### Scram
Ordet "Scram" har ofta angetts vara en akronym för "Safety Control Rod Axe Man", vilket dock troligen är en backronym. Den verklige "yx-mannen" vid världens första kedjereaktion 1942 var Norman Hilberry(en) (1899–1986) som i ett brev till Raymond Murray den 21 januari 1981 skrev:
| ” | When I showed up on the balcony on that December 2, 1942 afternoon, I was ushered to the balcony rail, handed a well sharpened fireman's axe and told, "If the safety rods fail to operate, cut that manila rope." The safety rods, needless to say, worked, the rope was not cut... I don't believe I have ever felt quite as foolish as I did then. ...I did not get the SCRAM [Safety Control Rod Axe Man] story until many years after the fact. Then one day one of my fellows who had been on Zinn's construction crew called me Mr. Scram. I asked him, "How come?" And then the story. | „ |

Tom Wellock, historiker vid NRC (den amerikanska kärnkraftsmyndigheten) anger att ordet kommer från det amerikanska ordet "scram" i betydelsen "sticka, lämna omedelbart", vilket var det personalen vid denna första forskningsreaktor skulle göra om snabbstopp behövde aktiveras, men att uttydningen "Safety Control Rod Axe Man" är en efterkonstruktion av betydligt senare ursprung.